# Hohenburg, Amberg-Sulzbach
Hohenburg là một đô thị ở huyện Amberg-Sulzbach bang Bayern nước Đức. Đô thị Hohenburg, Amberg-Sulzbach có diện tích 39,29 km², dân số thời điểm ngày 31 tháng 12 năm 2006 là 1688 người.